# Kwong Wah Po
Kwong Wah Po («Diario Popular Chino») es el único periódico de Cuba que se edita en idioma chino desde el Barrio Chino de La Habana.

## Historia y características
De tipo tabloide, posee cuatro páginas: tres de ellas en chino y la última en español. Tiene una tirada de 600 ejemplares al mes y va dirigido a la comunidad china con informaciones nacionales e internacionales. Es publicada por la institución Casino Chung Wah desde el 20 de marzo de 1928. El periódico garantiza algunas suscripciones, entrega ejemplares a misiones diplomáticas y el resto se comercializa en la sede de la publicación y en el barrio chino por 20 centavos de peso cubano (20 centavos de dólar estadounidense).
Su proceso poligráfico se realiza a través de técnicas antiguas mediante un linotipo del año 1900. En la publicación trabajan ocho personas, de las cuales tres de ellos son chinos. La rotativa es una autoplana y fue fabricada en Estados Unidos en 1902. Actualmente está previsto digitalizar el proceso editorial y, en cuanto las instalaciones actuales, convertirlas en un museo de la inmigración china en Cuba.
También circularon en Cuba el periódico nacionalista Man Seng Yat Po, el demócrata Hun Men Kon Po y el comercial Wah Man Sen Po, hasta la década de 1970.